# Globarica
Globarica je naseljeno mjesto u sastavu općine Žepče, Federacija Bosne i Hercegovine, BiH.

## Zemljopisni položaj, značajke
Globarica se nalazi između Zavidovića i Maglaja, smještena je na lijevoj obali rijeke Bosne. U selu se nalazi župna crkva Marije Pomoćnice kršćana (24.05.), a župa Globarica još uključuje i sela Devetine, Globarice, Miščiće, Bradiće. 
Devetine su bile župa Radunice. Naselje se proteže niz rijeku Bosnu između gradova Zavidovića i Maglaja.
Župa je nastala 1984.godine odvojivši se od župe sv. Ane u Radunicama. Prvi župnik je bio don Miljenko Džalto. U selu se još nalazi osmogodišnja škola, područna pošta, te ambulanta. Kroz mjesto prolazi pruga Sarajevo-Bosanski Šamac.

## Povijest
Globarica se do 2001. nalazila u sastavu općine Maglaja. 

## Stanovništvo
Popisi stanovništva:

| Globarica          |              |              |                |
| godina popisa      | 1991.        | 1981.        | 1971.          |
| Hrvati             | 754 (91,61%) | 735 (94,83%) | 1.507 (96,17%) |
| Muslimani          | 47 (5,71%)   | 21 (2,70%)   | 46 (2,93%)     |
| Srbi               | 0            | 8 (1,03%)    | 10 (0,63%)     |
| Jugoslaveni        | 15 (1,82%)   | 10 (1,29%)   | 1 (0,06%)      |
| ostali i nepoznato | 7 (0,85%)    | 1 (0,12%)    | 3 (0,19%)      |
| ukupno             | 823          | 775          | 1.567          |

Do popisa 1971. godine u sastavu naselja Globarica nalazilo se naselje Radunice, koje je od popisa 1981. godine samostalno naseljeno mjesto.

## Poznate osobe
- Marko Jozinović, biskup
- Marko Pranjić, sveučilišni profesor